# Lívia Duarte
Lívia Duarte Puty (Belém, 24 de fevereiro de 1987) é um psicóloga, ativista social e política brasileira. Atualmente é deputada estadual do Pará pelo PSOL.

## Biografia
Natural da periferia de Belém, Lívia Duarte é formada em Psicologia.
Atuou na militância comunitária e popular e foi assessora parlamentar de Edmilson Rodrigues, em seus mandatos como deputado estadual e federal.
Em 2020, foi eleita vereadora de Belém pelo PSOL com 5.599 votos.
Em 2022, foi eleita deputada estadual do Pará com 28.817 votos.